# Берже, Адольф Петрович
Адольф Петрович Берже (рус. дореф. Адольфъ Петровичъ Берже, 28 июля [9 августа] 1828, Санкт-Петербург — 31 января [12 февраля] 1886, Тифлис) — российский историк-востоковед, кавказовед, археограф, председатель Кавказской археографической комиссии в 1864—1886 годах, а также дворянин и чиновник Российской империи (действительный статский советник с 1868 года, тайный советник с 1886 года).

## Происхождение
Происходил из французского дворянского семейства, эмигрировавшего в Россию в 1805 году. Отец — лектор французского языка в начале XIX века в Санкт-Петербургском университете. Сам Адольф Берже также имел дворянство, но уже российское.

## Учёба и государственная служба
В 1836—1838 годах Берже воспитывался в пансионе Цапинтини/Цапитина, откуда поступил в реформатскую школу. В 1838 году, после смерти отца, начал учёбу в Гатчинском сиротском институте (при инспекторе Е. О. Гугеле). Русский историк и журналист М. И. Семевский сообщает, что в институт он был определён по ходатайству жены французского посла П. де Баранта. По окончании института в 1847 году Берже поступил на Восточный факультет Санкт-Петербургского государственного университета, в 1851 году окончил курс по восточной словесности со степенью кандидата.
В год окончания университета Берже «по воле императора Николая» был определён на Кавказ в собственную канцелярию кавказского наместника князя М. С. Воронцова. Как сообщал «Исторический вестник», командирование к князю произошло за «превосходные успехи», а впоследствии, Берже сумел «обратить на себя внимание князя и приобрести его расположение». В 1859 году был назначен чиновником особых поручений при начальнике гражданского управления статс-секретаре А. Ф. Крузенштерне. С декабря 1868 года имел чин действительного статского советника. Всего Берже находился при кавказских наместниках с 1851 по 1874 год, помимо М. С. Воронцова это были: Н. А. Реад, Н. Н. Муравьёв-Карский, А. И. Барятинский и Великий князь Михаил Николаевич. 13 января 1886 года Высочайшим приказом по Министерству внутренних дел за № 3, Берже «за отличие» был произведён в тайные советники с 9 января того же года. Об этом событии он писал другу М. И. Семевскому:

«Я произведён в тайные советники. Первое известие об этом получил от Великой княгини Ольги Феодоровны, затем поздравительная телеграмма от Его Высочества Николая Михайловича, князя Дондукова-Корсакова, барона А. П. Николаи и генерала Шепелева».
— письмо от 20 января 1886 года (альбом М. И. Семевского «Знакомые»)

## Научная деятельность
С 1853 года, либо позднее, Берже стал сотрудником Кавказского отделения РГО. В мае 1853 года Берже был отправлен с исследовательской целью из Тифлиса в Персию, где посетил города Тавриз, Казвек, Тегеран, Испагань, Ширас и Хой. Из этого путешествия он вернулся в Тифлис в 1854 году, а в 1855 году был отправлен в поездку вторично. Всего Берже посетил Персию в составе российских дипломатических миссий трижды, собрал и вывез в Россию коллекцию редких книг, рукописей и документов, в том числе 600 фирманов шахиншахов. В 1871 году Берже был депутатом на 25-ти летнем юбилее Императорского Русского археологического общества, а в 1876 году депутатом на 3-м съезде ориенталистов в Санкт-Петербурге.
Важнейшей деятельностью учёного стала его работа в качестве председателя Кавказской археографической комиссии. На эту должность Берже был назначен в апреле 1864 года и продолжал занимать её до самой смерти — в 1886 году. Активные научные и литературные изыскания исследователя прервались внезапно, так как ещё за 10 дней до своей смерти Берже писал: «Я принялся за последний том („Акты Кавказской Археографической Комиссии“), а также за воспоминания о Кавказе и Персии. Работы предстоит много, но я не страшусь её».

## Оценка современниками
Глубокое знание истории, географии и этнографии Кавказского края делало А. П. Берже «незаменимым собеседником и первым лицом на Кавказе по своему обширному знакомству с краем», как писал русский драматург А. Н. Островский.

## Смерть
10 января [22 января] 1886 года Берже прибыл в Тифлис из Санкт-Петербурга, как писал сам учёный, это «путешествие совершил благополучно и встречен приятелями восторженно». Однако уже 31 января [12 февраля] он умер, по сообщению А. М. Семевского, «после внезапной и краткой болезни».

## Награды
Ордена

Российские
- Орден Святого Станислава 2-й степени (1859)
- Орден Святой Анны 2-й степени (1861)
- Орден Святого Владимира 3-й степени (1866)
- Орден Святого Станислава 1-й степени (1874)
- Орден Святой Анны 1-й степени (1878)
- Орден Святого Владимира 2-й степени (1882)

Иностранные
- Персидский орден Льва и Солнца 2-й степени со звездой (1864)

Медали
- Бронзовая медаль «В память войны 1853—1856»

## Память
В 1888 году, по инициативе друзей и почитателей Берже, ему был поставлен памятник в саду при Кавказском музее Тифлиса — бронзовый бюст на мраморном пьедестале.

## Семья
Жена — София Николаевна Берже (?—1893).
Дети:

Евгения (24 декабря 1874 — ?) — в 1891 году выпускница специальных классов Императорского воспитательного общества благородных девиц.
Владимир (1 июля 1876 — ?) — в 1898 году выпускник Императорского училища правоведения с чином 10-го класса. Служил по Минюсту, постоянный член Кавказской археографической комиссии, надворный советник. В советский период проживал в Тбилиси. Сотрудник Закавказского телеграфного агентства.